# 松田解子

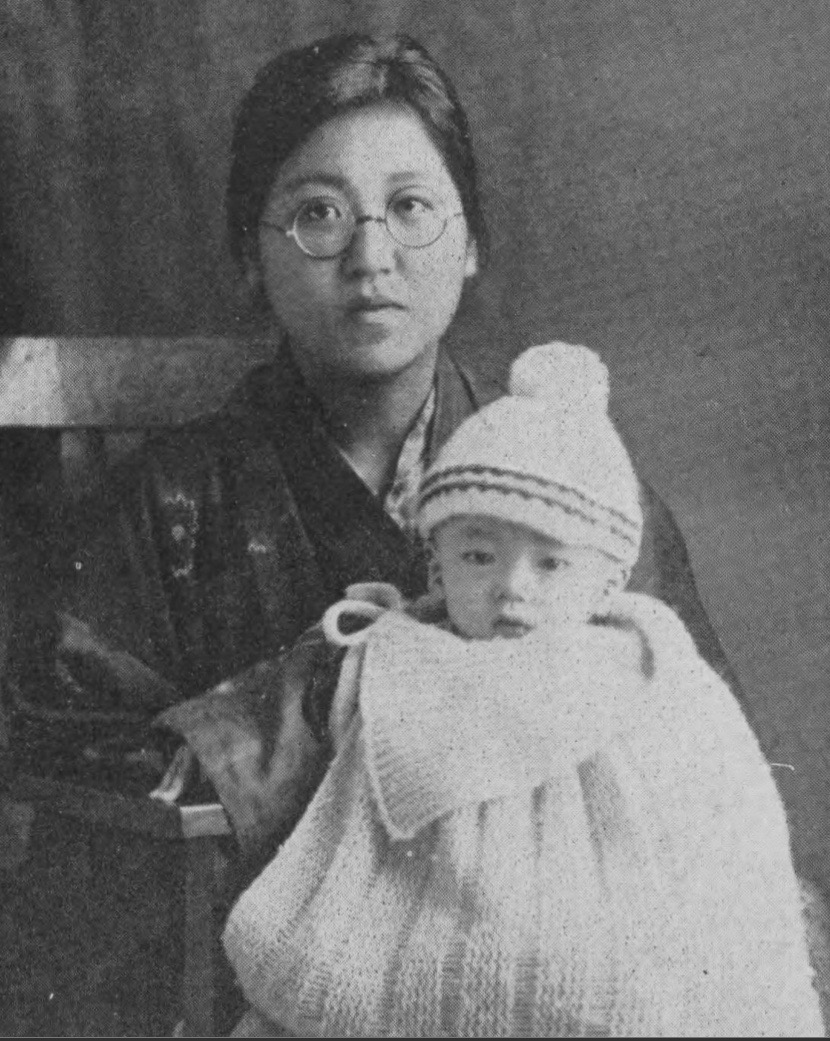
松田解子

松田 解子（まつだ ときこ、本名：大沼 ハナ、1905年〈明治38年〉7月18日 - 2004年〈平成16年〉12月26日）は、日本の小説家。秋田県仙北郡荒川村出身。長男に記録映画作家の大沼鉄郎がいる。

## 人物・来歴
三菱鉱山経営の荒川鉱山に育った松田は、大盛小学校を卒業すると鉱山の事務所でタイピストなどをしながら文学に触れていた。1923年に秋田女子師範（本科第二部、一年制）に入学、卒業後母校の大盛小学校に赴任する。1926年に職を辞して上京した。上京後、労働運動に参加し、その中で大沼渉と結婚する。結婚、子育てのなかの体験が初期の作品のなかに生かされている。1928年、読売新聞の女流新人短編募集に応じた「産む」が入選し、1929年には『女人芸術』に「乳を売る」が掲載された。またこの年、同誌が募集した「全女性進出行進曲」にも入選し、山田耕筰の作曲でレコードにも吹きこまれた。戦後は新日本文学会に参加し、その後日本民主主義文学会にいたるまで、1966年から、自分の母親の生涯に材をとった長編『おりん口伝』の連載を始める。松田もこの作品で田村俊子賞、多喜二・百合子賞を受賞する。その後、松田は『おりん母子伝』『桃割れのタイピスト』とつづく三部作で、母と自らの生活を通して20世紀初頭の日本の資本主義の発展の一側面と、その中での社会革新の動きを書いた。
2004年、死去。99歳没。

## 著書
- 『女性苦 小説』国際書院 1933
- 『辛抱づよい者へ 詩集』同人社書店 1935　のち不二出版
- 『女性線 長篇小説』竹村書房 1937
- 『子供とともに』扶桑閣 1938　のち大空社
- 『愚かしい饗宴』白水社 1940
- 『女の話題』モナス 1940
- 『さすらひの森 書きおろし長篇小説』六芸社 新鋭作家叢書 1940
- 『花の思索』西村書店 1940
- 『女の見た夢』興亜文化協会 1941
- 『師の影』青年書房 1941
- 『朝の霧』古明地書店 1942
- 『海の情熱 長篇小説』興亜文化協会 1942
- 『農女の記』農山漁村出版所 1944
- 『おりん口伝』正続　新日本出版社 1966-68　のち文庫
- 『坑内の娘 松田解子詩集』秋津書店 1972
- 『乳を売る』日本青年出版社 1972
- 『地底の人々』民衆社 1972
- 『疼く戦後』民衆社 1973
- 『またあらぬ日々に』新日本出版社 1973
- 『おりん母子伝』新日本出版社 1974
- 『桃割れのタイピスト 続おりん母子伝』新日本出版社 1977
- 『回想の森』新日本出版社 1979
- 『あなたの中のさくらたち』新日本出版社 1981
- 『松田解子全詩集』未来社 1985
- 『山桜のうた』新日本出版社 1985
- 『足の詩 松田解子詩話十編』東京コロニー コロニーカルチャーブック 1987
- 『土に聴く 歩き書き』新日本出版社 1987
- 『生きることと文学と』創風社 1988
- 『松田解子短編集』創風社 1989
- 『あすを孕むおんなたち』新日本出版社 1992
- 『歩きつづけて、いまも 私の人生と文学』新日本出版社 1995
- 『女人回想』新日本出版社 2000
- 『松田解子自選集』全10巻、澤田出版

第1巻 (おりん口伝)2006
第2巻　おりん母子伝 2006
第3巻 (女の見た夢)　2004
第4巻 (女性苦)2005
第5巻 (髪と鉱石)　2007
第6巻 (地底の人々)　2004
第7巻 (リンドーいろの焔の歌)　2008
第8巻 (とりもどした瞳)　2008
第9巻 (亡びの土のふるさとへ)2009
第10巻 (回想の森)　2006
- 『桃色のダブダブさん 松田解子童話集』新日本出版社 2004
- 『乳を売る・朝の霧 松田解子作品集』講談社文芸文庫 2005

### 共著
- 『愛と変革の保育思想 対談』斎藤公子共著 創風社 1988
- 『風に向かった女たち 聞き書き』望月百合子,平林英子共著 ;岡田孝子 著 沖積舎 2001
- 『松田解子白寿の行路 生きてたたかって愛して書いて』新船海三郎聞き手 本の泉社 2004

## 伝記
- 渡邊澄子『気骨の作家 松田解子 百年の軌跡』(さきがけ文庫) 秋田魁新報社、2014

## 参考
- 講談社文芸文庫附載年譜